# Krzysztof Senajko

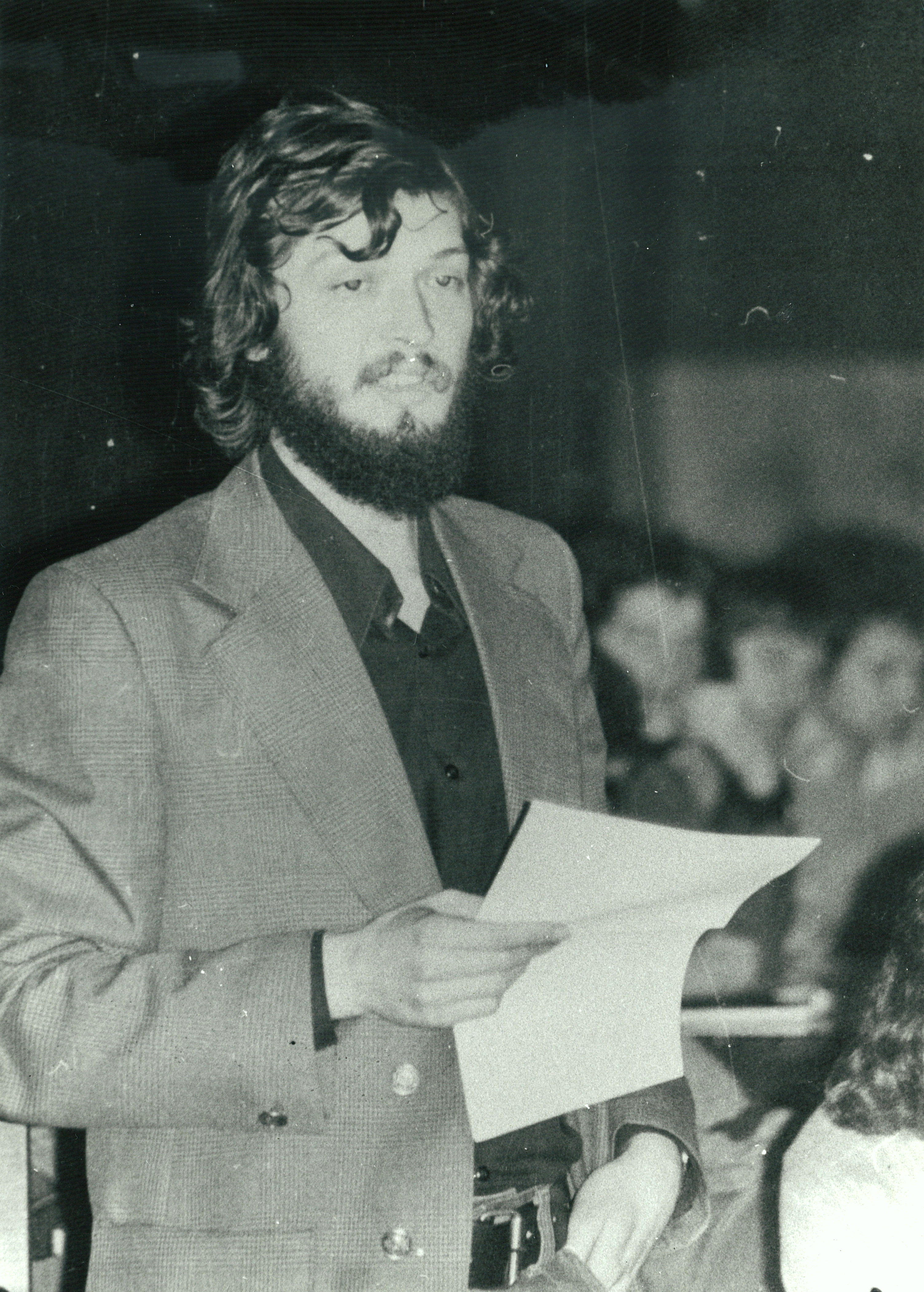
Krzysztof Senajko

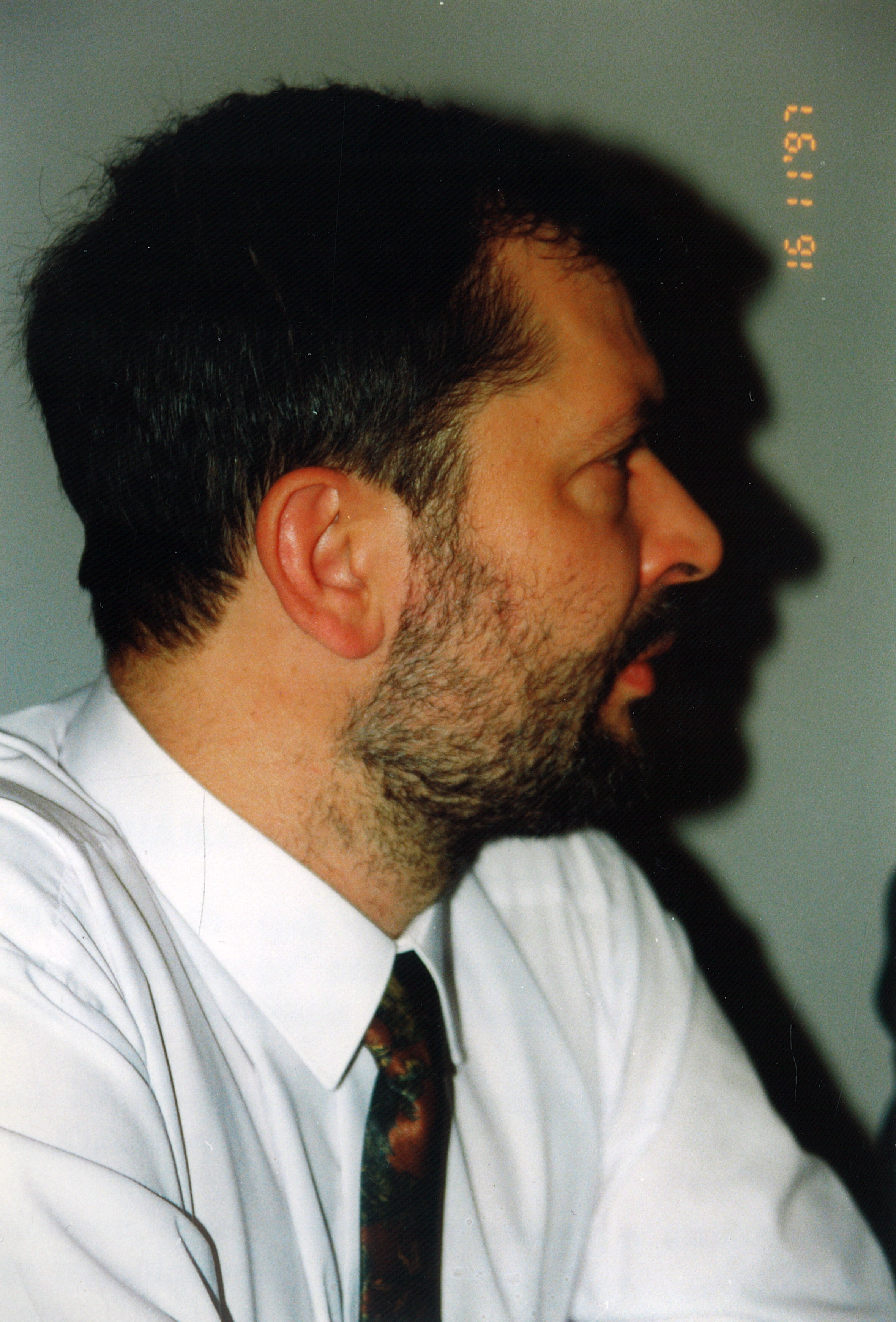
Krzysztof Senajko

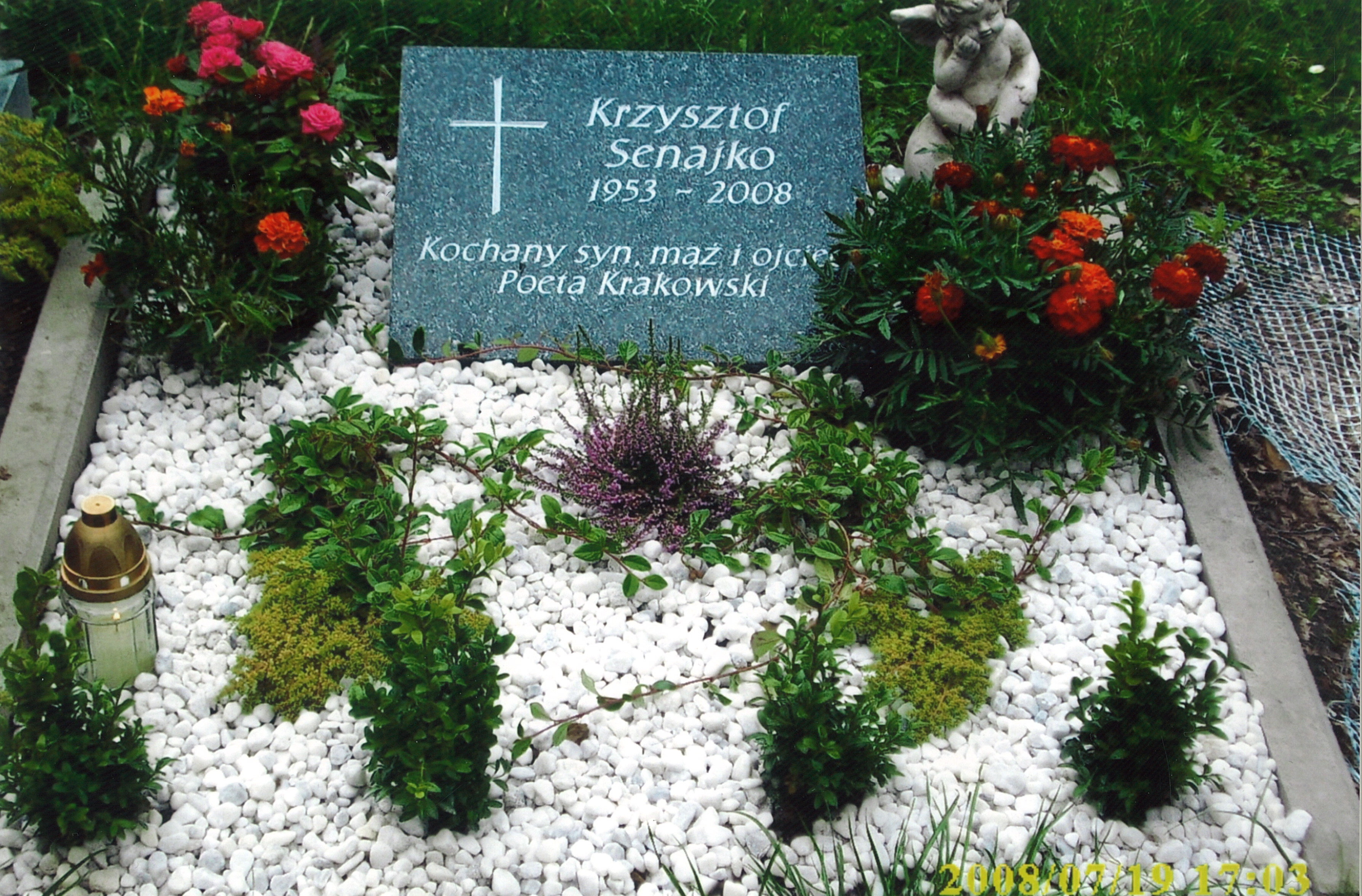
Grób Krzysztofa Senajko w Görlitz

Krzysztof Senajko (ur. 7 czerwca 1953 w Gliwicach, zm. 19 maja 2008 w Görlitz) – polski poeta; uprawiał także krytykę literacką, publicystykę, dziennikarstwo prasowe. Absolwent socjologii Uniwersytetu Jagiellońskiego w Krakowie. Publikował m.in. w Tygodniku Powszechnym, Nowym Wyrazie, Życiu Literackim, Studencie. W roku 1980 Młodzieżowa Agencja Wydawnicza opublikowała jego debiutancki – jedyny wydany – tomik wierszy Najbliższe, obce.  Na przełomie lat 70. i 80. był wiceprezesem Koła Młodych Związku Literatów Polskich w Krakowie.
15 maja 1977 r. szedł w pierwszym szeregu Czarnego Marszu – protestu – po niewyjaśnionej do dziś śmierci Stanisława Pyjasa, opozycjonisty, studenta UJ. Jego krótki wiersz poświęcony Czechowi Janowi Palachowi (dokonał samospalenia w styczniu 1969 r. w proteście przeciw zbrojnej interwencji Układu Warszawskiego w czasie Praskiej Wiosny), opublikowany w Studencie wywołał protest czechosłowackiej ambasady. W stanie wojennym publikował – pod własnym nazwiskiem – wiersze w drugim obiegu, był także twórcą mówionego miesięcznika literackiego NaGłos w krakowskim Klubie Inteligencji Katolickiej. Na mocy dekretu o stanie wojennym, w czerwcu 1983 r., komunistyczna cenzura zdjęła z pierwszej strony Tygodnika Powszechnego jego wiersz na powitanie Jana Pawła II Z ziemi włoskiej do Polski.
Pierwsza emigracja (z żoną Anną i synem Michałem) do Niemiec nastąpiła w połowie lat 80. Po przemianach 1989 r. wrócił do kraju. Zajmował się publicystyką w Gazecie Krakowskiej, później biznesem. Rozczarowany sytuacją w kraju, po paru latach ponownie wyemigrował do Niemiec, wrócił też do pisania. Przygotował tomik wierszy jednak nie zdążył go wydać. Zmarł po ciężkiej chorobie w 2008 r. w przygranicznym Görlitz, tam też spoczęły jego prochy.